# Pozières
Pozières é uma comuna francesa na região administrativa de Altos da França, no departamento de Somme. Estende-se por uma área de 3,24 km². Em 2010 a comuna tinha 270 habitantes (densidade: 83,3 hab./km²).